# 冨田一樹
冨田 一樹（とみた かずき、1988年 - ）は日本のオルガニスト、通奏低音奏者。大阪府出身。

## 略歴
大阪音楽大学オルガン専攻を最優秀賞を得て首席で卒業。同大学音楽専攻科オルガン専攻を修了。オルガンを土橋薫、ピアノを大竹道哉の各氏に師事。ドイツ・リューベック音楽大学大学院オルガン科修士課程を最高得点で修了。オルガンをアルフィート･ガスト(聖ヤコビ教会オルガニスト）、古楽をハンス･ユルゲン･シュノールの各氏に師事。
2016年7月、ドイツ・ライプツィヒ第20回バッハ国際コンクールのオルガン部門にてJ.S.バッハの本質に迫る演奏と高い技量、独自の音楽性が高く評価され、日本人初となる第一位と聴衆賞を受賞。　
MBSドキュメンタリー番組「情熱大陸」（2016年12月放映）でドイツでの生活と歴史的パイプオルガンに挑む様子が密着取材された。
バロック音楽を得意とし、ソリストとしてだけではなく、通奏低音奏者としても活躍。自身のYouTubeチャンネルでパイプオルガンの名曲を紹介する活動も行い、1万人を超える登録者の支持を集める（2025年3月現在）。
住友生命いずみホール、ザ・シンフォニーホール、LICはびきの等、関西圏のコンサートホール主催のリサイタルに定期的に出演する他、全国各地のオルガンコンサートに出演。またこれまでに飯森範親指揮・スーパー・クラシック・オーケストラ、藤岡幸夫指揮・関西フィルハーモニー管弦楽団、山田和樹指揮・日本センチュリー交響楽団等と共演。近年は作曲・編曲などにも活動の場を広げている。
「摂津市教育文化功労賞」（2016年8月）、平成29年度「咲くやこの花賞（音楽部門）」（2017年12月）、「音楽クリティック・クラブ賞（奨励賞）」（2018年1月）、「坂井時忠音楽賞」（2020年7月）、「大阪文化賞」（2024年3月）を受賞。
神戸女学院大学非常勤講師。(一社)日本オルガニスト協会会員。　